# ولايات المحيط الهادئ
تشكل ولايات غرب المحيط الهادئ واحدة من الأقسام الجغرافية التسعة داخل الولايات المتحدة المعترف بها رسميًا من قبل مكتب الإحصاء في ذلك البلد. هناك خمس ولايات في هذا القسم – ألاسكا، وكاليفورنيا، وهاواي، وأوريغون، وواشنطن – وكما يوحي اسمها، فكلها لديها خطوط ساحلية على المحيط الهادئ (وهي الولايات الأمريكية الوحيدة التي تحد هذا المحيط). إن قسم دول المحيط الهادئ هو أحد من قسمين في المنطقة الغربية لمكتب تعداد الولايات المتحدة، والآخر هو الولايات الجبلية.
ومع انقسامها في نفس المنطقة من قبل مكتب الإحصاء، فإن ولايات المحيط الهادئ والجبال تختلف اختلافًا كبيرًا عن بعضها في العديد من النواحي الحيوية، لا سيما في ساحة السياسة؛ في حين تعتبر جميع الولايات الجبلية تقريبًا على أنها «ولايات حمراء» محافظة، فإن أربع من أصل خمس من ولايات المحيط الهادئ (جميعها باستثناء ألاسكا) تُحسب بوضوح بين «الولايات الزرقاء» الليبرالية.

## الإقليم
ومع عدم وجود ولايات، إلا أن الأقاليم الأمريكية المسكونة الثلاثة المسكونة (ساموا الأمريكية وغوام وجزر ماريانا الشمالية) وجزر المحيط الهادئ الصغرى الأمريكية الصغيرة (باستثناء جزيرة نافاسا)، يتم تجميعها أحيانًا مع دول المحيط الهادئ في الإحصائيات.
| المدينة       | سكان المدينة |
| ------------- | ------------ |
| لوس أنجلوس    | 3,990,456    |
| سان فرانسيسكو | 883,305      |
| سياتل         | 744,955      |
| سان دييغو     | 1,425,976    |
| سان خوسيه     | 1,030,119    |
| أوكلاند       | 428,827      |
| بورتلاند      | 653,115      |
| ساكرامنتو     | 501,529      |
| فريسنو        | 530,093      |
| لونغ بيتش     | 467,354      |

## روابط خارجية
- شعبة إحصاءات العمل في المحيط الهادئ ، مكتب إحصاءات العمل